# Герб Пустомит
Герб Пустомит — офіційний символ Пустомитів, затверджений рішенням сесії міської ради 3 вересня 1999 року. Герб є напівпромовистим. 
Автор проєкту — Андрій Гречило.

## Опис
Герб міста: у зеленому полі срібна піч для випалювання вапна, над нею — три золоті кружечки — геральдичні монети.

## Зміст
Піч символізує давні промисли випалу вапна. Три кружки-монети уособлюють давню назву поселення Мито та можливе існування тут митниці. Вони також символізують об'єднання трьох населених пунктів: Пустомити, Лісневичі, Глинна. Зелений колір означає молоде місто та рекреаційно-оздоровчу відпочинкову зону.